# NPHP4
NPHP4‏ (Nephrocystin 4) هوَ بروتين يُشَفر بواسطة جين NPHP4 في الإنسان.